# Radek Miřatský
Radek Miřatský (* 30. dubna 1974) je bývalý český fotbalista, útočník.

## Fotbalová kariéra
V české lize hrál za FK Teplice. Nastoupil ve 4 ligových utkáních. V nižších soutěžích hrál i za EMĚ Mělník, 1. FC Brümmer Česká Lípa, FK Admira/Slavoj a SC Xaverov Horní Počernice.

## Ligová bilance
| Ročník                            | Zápasy | Góly | Klub                       |
| --------------------------------- | ------ | ---- | -------------------------- |
| Česká fotbalová liga 1993/1994    | -      | 10   | EMĚ Mělník                 |
| Česká fotbalová liga 1994/1995    | -      | 5    | EMĚ Mělník                 |
| Česká fotbalová liga 1995/1996    | -      | 0    | EMĚ Mělník                 |
| 2. česká fotbalová liga 1996/1997 | 17     | 4    | 1. FC Brümmer Česká Lípa   |
| 2. česká fotbalová liga 1997/1998 | 18     | 6    | 1. FC Brümmer Česká Lípa   |
| Gambrinus liga 1997/1998          | 4      | 0    | FK Teplice                 |
| 2. česká fotbalová liga 1998/1999 | -      | 3    | FK Admira/Slavoj           |
| 2. česká fotbalová liga 1999/2000 | 6      | 2    | SC Xaverov Horní Počernice |
| 2. česká fotbalová liga 2000/2001 | 9      | 2    | SC Xaverov Horní Počernice |
| 2. česká fotbalová liga 2001/2002 | 11     | 0    | SC Xaverov Horní Počernice |
| CELKEM 1. česká liga              | 4      | 0    |                            |